# Max Zachmann
Ernst Ludwig Max Zachmann (født 28. august 1892 i Heidelberg; død 18. december 1917 i Hollebeke, Flandern) var en tysk ekspressionistisk maler.
Zachmann studerede 1912/13 på akademiet i Karlsruhe og derefter indtil 1914 på Kunstgewerbeschule i Esslingen.
Under 1. verdenskrig blev han indkaldt til tjeneste og faldt december 1917 på vestfronten i landsbyen Hollebeke i Flandern.
En del af hans arbejder blev beslaglagt af nazisterne som Entartete Kunst. Andet blev reddet og indgik i en samling i Mannheimer Kunsthalle.
| - Værker af Max Zachmann − efter år - To nøgne dansere i et landskab, ca. 1913 - Uden titel, 1913 - Kvinde i skov - Siddende figur, før 1914 - Mandsportræt 1914 - Menneske og kanin Mensch und Hasen, før 1917 |